# جان ریردان
جان ریردان (به انگلیسی: John Reardon) (زاده ۳۰ ژوئیه ۱۹۷۵) بازیگر کانادایی است.
از فیلم‌های معروف او می‌توان به بازی در فیلم دختران سفیدپوست و هادسون و رکس کرد.